# Molophilus (Molophilus) multilobatus
Molophilus (Molophilus) multilobatus is een tweevleugelige uit de familie steltmuggen (Limoniidae). De soort komt voor in het Palearctisch gebied.